# Adrien Joseph Prax-Paris
Pour les articles homonymes, voir Prax.
Adrien Prax-Paris, né le 2 octobre 1829 à Montauban (Tarn-et-Garonne) et mort le 22 septembre 1909 à Caussade (Tarn-et-Garonne), est un homme politique français, député bonapartiste.

## Biographie
Riche propriétaire, il est maire de Montauban de 1860 à 1870, conseiller général du canton de Caussade de 1858 à 1892, il est député de Tarn-et-Garonne de 1869 à 1870, élu comme candidat officiel. Il est de nouveau député de 1871 à 1902, siégeant au groupe bonapartiste de l'Appel au peuple. Après 1890, il siège avec les ralliés et soutient le gouvernement Méline de 1896 à 1898. Défait d'une voix aux élections de 1902, il se retire de la vie politique. Il est l'oncle du député Joseph Lachaud de Loqueyssie.
Il est inhumé à Montauban.

## Mandats
- 1858-1892 : Conseiller général du canton de Caussade
- 1860-1870 : Maire de Montauban
- 1869-1870 : Député de Tarn-et-Garonne (Second Empire)
- 1871-1902 : Député de Tarn-et-Garonne (Troisième République)

## Sources
- Ressources relatives à la vie publique :   - base Léonore
  - Base Sycomore
- « Adrien Joseph Prax-Paris », dans Adolphe Robert et Gaston Cougny, Dictionnaire des parlementaires français, Edgar Bourloton, 1889-1891 [détail de l’édition]
- Jean Jolly (dir.), Dictionnaire des parlementaires français, Presses universitaires de France.
- Notices d'autorité :   - VIAF
  - ISNI
  - BnF (données)